# (71001) Natspasoc
(71001) Natspasoc (1999 XL37) – planetoida z pasa głównego asteroid okrążająca Słońce w ciągu 4,22 lat w średniej odległości 2,61 j.a. Odkryta 7 grudnia 1999 roku.